# Șerban Codrin
Șerban Codrin, pseudonimul literar al lui Șerban Ioan Denk, Șerban Ioan Dencǎ (n. 10 mai 1945, București) este un scriitor român contemporan și membru al Uniunii Scriitorilor din România.

## Date biografice
- Cu numele real Șerban Ioan Denk , cu numele modificat Șerban Ioan Dencǎ , s-a născut la 10 mai 1945 în București. Fiu al inginerului silvic Gheorghe Adolf Denk (1914, Hemeiuș (maghiară Hemejus)[1], jud.Bacău–1984) și al soției sale, Serena Denk nǎscutǎ Petrovici (1918–1987).
- Familia străbunicului Ambrozie Denk provine din Bucovina de Nord, orașul Dorna Candreni (maghiară Dornakandren, germană Dorna Kandreny), unde veniseră din Austria, numele Denk al familiei întâlnindu-se, astăzi, frecvent atât la Viena, cât și în multe alte orașe austriece și din localități din Boemia.
- A urmat școala generală în comuna Ceahlău (Csalhó), județul Neamț, începând cu anul 1952, comuna Valea Rea (Pokolpatak, Kicsipatak)/Livezi, județul Bacău, școala medie mixtă nr. 1, Bacău (devenităliceul George Bacovia, actualul Colegiu Național Ferdinand). Cu numele schimbat în Șerban Petrovici, prin înfiere de bunicul matern, George Petrovici, ofițer, croitormilitar, a absolvit liceul „Dimitrie Bolintineanu”, București, cu bacalaureat în anul1962.
- Șerban Petrovici a absolvit Facultatea de limba și literatura română, Universitatea București, promoția 1968. În același an a revenit la numele real de familie Denk, carea devenit, însă, Denca Șerban.
- A fost repartizat profesor sublinitor de limba și literatura românǎ în comunele Giurgeni, Bucu, și din municipiul Slobozia (1970–90). Consilier la Inspectoratul pentru Culturǎ al județului Ialomița (1990–95), director al Centrului Cultural “Ionel Perlea”-Ialomița, (1995–98), director al Bibliotecii județene "Ștefan Bănulescu" (1976–82; 1998–2002).
- Cunoscut sub pseudonimul literar Șerban Codrin, este poet, dramaturg, prozator, eseist, editor, antologator, autor de lucrări de inițiere în poezia scurtă/zen, autor de volume de versuri, eseuri, piese de teatru, selecții de poeme zen.
- A editat revistele de poezie scurtă/zen, tanka, renku, haiku Orion (1994–98), Micul Orion (1995–96), reeditate pe internet, și a fondat Școala de poezie tanka, renku, haiku de la Slobozia.
- Membru fondator al Asociației Scriitorilor Profesioniști din Romania (ASPRO, 1994); membru fondator și președinte al Asociației culturale "Ascultialomița"; (2002); membru fondator și vicepreședinte al Asociației culturale "Helis" (2004).
- Compozitorii Theodor Grigoriu, Ede Terényi, Dan Dediu, Vasile Spătărelu, Cornelia Tăutu, Felicia Donceanu, Valentin Timaru, Satoshi Tanaka (Japonia) au compus creațiimuzicale, lieduri, o cantată, pe versurile sale.
- Cetățean de onoare al comunei Giurgeni (Ialomița, 2005) și al municipiului Slobozia (Ialomița, 2009).

## Debut
- În revista Contemporanul, 1962.

## Volume publicate
- "Imnuri către soare", poeme, Editura Albatros, Bucuresti, 1982
- "Întemeietorii", teatru, Editura Cartea Românească, 1984
- "Jnețâ", (Secerǎtorii), teatru, traducere în limba rusǎ, 1985
- "Între patru anotimpuri", poeme zen, 1994
- "Dincolo de tacere", poeme zen,1994
- "Ion Budai-Deleanu<Țiganiada> într-o recitire de Șerban Codrin", 1994
- "Carte dintr-un exil interior", versuri, 1997
- "Scoici fara perle",poeme zen, 1997
- "O sarbatoare a felinarelor stinse", poeme zen, 1997 (reeditare partiala, 2005)
- "Missa Requiem", poeme zen, 1999
- "Marea tăcere", antologie de autor,poeme zen, 2001
- "Ion Budai-Deleanu<Țiganiada>un poem in proza de Șerban Codrin", 2002
- "Horeadele", trilogie dramaticǎ, 2005
- "Baladierul", 2002-2006, poem, 2006, ediția I
- "Baladierul, un poem pentru CCCLXV si inca una de zile si nopti", 2007; ediția II, revizuită
- "Testamentul din strada Nisipuri sau Poeme din cartea de munca - (1985–87)", poem în versete în 4 părți, Infernul, Purgatoriul, Paradisul, Apocalipsa după lampa lui Ilici, Confesiunea despre mustăciosul tuturor popoarelor (editare, 2002, reeditare revăzută, 2008, varianta completă a poemului în 6 părți nu este editată)
- Incantații, Opera omnia, poezie contemporană, TipoMoldova, Universitatea „Petre Andrei”, Iași, 2014. (Cuprinde Dintr-un exit interior, Baladierul, variantă revizuită, Rodierul, fragmente)
- Alte piese de teatru nu sunt editate

- Prezent în numeroase antologii editate în România/în străinătate

## Afilieri
- Membru al Uniunii Scriitorilor din România.
- Membru fondator al Asociației scriitorilor profesioniști din România (ASPRO).
- Membru al Societǎții Române de haiku și al Societății de haiku din Constanța.
- Membru al Societǎții Internaționale de Haiku, Tokyo.

## Premii literare
- Premii literare: Premiul I la Concursul national de teatru scurt,Oradea,1992.
- Premiile pentru literatură ale Uniunii Scriitorilor din România, filiala Dobrogea, pe anii 1999, 2002, 2005, 2007.
- Diferite Premii la Concursuri nationale si internationale de haiku.

## Titluri
- MAESTRU AL MESEI DE LEMN (1997), Titlu acordat pentru creatia de poezie zen, de Gruparea "Poetii Mesei de lemn".
- Mare MAETRU TANKA, RENKU, HAIKU (2010), Titlu acordat pentru intreaga creatie de poezie zen (tanka, renku, haiku, secvente) de Societatea Romana de Haiku, Societatea de Haiku din Constanta.